# Lauroppia carniolica
Lauroppia carniolica är en kvalsterart som först beskrevs av Tarman 1958.  Lauroppia carniolica ingår i släktet Lauroppia och familjen Oppiidae. Inga underarter finns listade i Catalogue of Life.